# QMAT
QMAT è l'acronimo di Quotation Management Admission Test.
È un documento preliminare richiesto da Borsa Italiana alle società che intendono quotarsi al listino di Milano.
Normalmente si tratta di una presentazione, che ha una struttura definita da Borsa Italiana e che deve obbligatoriamente includere le informazioni richieste, mirata all'illustrazione dell'azienda in questione e del campo di attività in cui essa opera.
Include quindi informazioni sia sulla struttura interna della stessa, sia sull'ambiente competitivo in cui opera.
Anche se il documento formalmente viene redatto dalla società stessa, è prassi consolidata che questo venga fatto redigere ad una società di consulenza, da un lato per avere una visione esterna all'azienda, dall'altro per non impegnare eccessive risorse interne.